# Nationaal park Slītere
Het Nationaal park Slītere (Lets: Slīteres nacionālais parks), opgericht in 2000, is het kleinste van de vier nationale parken in Letland. Het gebied behoort tot het Europese Natura 2000-netwerk. Het gebied ligt aan de noordelijke kust van Koerland nabij Kaap Kolka. Het omvat 163,6 km² land- en 101,3 km² zeeoppervlak (tot de 10m dieptelijn in de Oostzee).
Het nationale park werd opgericht op basis van het al bestaande 11-hectare grote natuurgebied Slītere. De bossen hiervan waren sinds 1921 onberoerd gebleven. In 1957 werd het reservaat tot 78,6 km², en in 1977 tot 148,8 km² vergroot. Grote delen waren in de Sovjet-periode als militair spergebied aan de natuur overgelaten.
In het zuiden van het nationale park bevinden zich de Blauwe Bergen (Zilie kalni), 20-30 m hoge heuvels die tijdens de laatste periode van het Weichselien aan de kust van het Baltisch IJsmeer gevormd werden. Vanaf een in 1849 gebouwde vuurtoren, ongeveer 5,3 km landinwaarts, heeft men een goed uitzicht over de Blauwe Bergen, de flanken met natuurlijk loofbos, het ervoor gelegen moerasgebied dat doorkruist wordt door meerdere evenwijdige, met naaldbossen begroeide duinenrijen, en de kustlijn met zandstranden.
Het nationale park is ingedeeld in verschillende beschermingszones. Sommige delen zijn niet toegankelijk voor bezoekers. Er zijn echter ook verschillende fiets- en wandelroutes door het park.

## Flora en fauna
Vanwege de verschillende habitats is er een diverse flora en fauna, met vele planten, paddenstoelen en dieren, vaak uniek in Letland. Er zijn 128 mossen, 195 korstmossen en meer dan 700 zwammen gedocumenteerd. De hellingen van de Blauwe Bergen zijn begroeid met daslook, taxus, Baltische klimop (Hedera helix baltica) bosereprijs en naaldvarens. In Letland zijn de bosgerst en paddenrus alleen in dit nationale park te vinden.
In de dennenbossen leeft de grootste binnenlandse kever van Letland, de grote timmerman, wiens larven zich met dood hout voeden. De in Letland met uitsterven bedreigde rimpelige gouden tor kan in het nationale park gevonden worden in het natuurlijke gemengd loofbos met haar vele oude bomen en als broedplaats geschikt dood hout. De volwassen kevers voeden zich met bedektzadigen, in het bijzonder de moerasspirea.
Beschermde amfibieën en reptielen zijn de rugstreeppad, de Europese moerasschildpad en de gladde slang.
125 soorten vogels broeden hier, met inbegrip van het auerhoen, korhoen en de zwarte ooievaar, evenals visarend, slangenarend, steenarend en oehoe. Het gebied ligt op de route van vele trekvogels. Bij Kaap Kolka concentreerd zich de doortocht: in lente en herfst vliegen hier soms tienduizenden vogels per uur voorbij.
Er zijn 40 soorten zoogdieren in het nationale park aangetoond, waaronder wolf, lynx en eland. Kleine zoogdieren zijn onder meer de berkenmuis, de hazelmuis en de waterspitsmuis. De veelvuldig in het nationaal Park voorkomende bever vormt met de bouw van zijn dammen het landschap.

## Lijfse kust
Het nationale park omvat het noordelijke deel van de Lijfse kust. In de kustplaatsen zoals Kolka, Mazirbe, Sīkrags en Saunags heeft zich de taal en cultuur van de Lijven nog lang stand kunnen houden.
Gauja · 
Ķemeri ·  
Rāzna · 
Slītere